# Smalbladig ask
Smalbladig ask (Fraxinus angustifolia) är ett träd i släktet askar som förekommer i västra Eurasien och norra Afrika. Arten listas ibland som underart eller varietet av vanlig ask (Fraxinus excelsior).

## Utbredning och habitat
Utbredningsområdets norra gräns sträcker sig från centrala Frankrike över Tjeckien och Baltikum till centrala Ukraina. I öst når arten nordvästra och västra Iran. I Afrika hittas Fraxinus angustifolia vid Medelhavet i Tunisien, Algeriet och Marocko. Mindre avskilda populationer växer i oaser i centrala Algeriet. Arten förekommer i låglandet och i bergstrakter upp till 1350 meter över havet.
Denna ask ingår i fuktiga lövfällande skogar och den är vanligast intill vattendrag där tidvis översvämning förekommer. Typiska andra träd i samma lövskogar är ek, vresalm, lundalm och vanlig ask. Arten bildar även trädansamlingar eller skogar där nästan inga andra träd växer.

## Ekologi
I sydliga delar av utbredningsområdet blommar Fraxinus angustifolia från slutet av december till senvåren. Pollineringen sker med hjälp av vinden och frön utvecklas under hösten. Nya exemplar bildas även när ett nytt träd växer från samma rotsystem.
Liksom den vanliga asken kan arten drabbas av askskottsjuka men sjukdomen är inte lika utbred för Fraxinus angustifolia. Svampen som orsakar sjukdomen sprids främst med vinden. Hjortdjur och andra däggdjur kan skada enstaka exemplar allvarlig när de äter trädes blad eller bark.

## Smalbladig ask och människor
För artens trä finns många olika användningsområden och därför har plantering av Fraxinus angustifolia inom skogsbruket ökad. Bladen brukas som foder för husdjur och trädet är en prydnadsväxt i trädgårdar och stadsparker. Bladen i pulverform av arten eller av en hybrid med vanlig ask används som te mot olika sjukdomar, bland annat mot reumatism eller urinvägsinfektioner. Den medicinska effekten är däremot omstridd.
Populationens storlek är inte känd men Fraxinus angustifolia är ett vanligt förekommande träd. IUCN listar arten som livskraftig (LC).

## Etymologi
Artnamnet angustifolia kommer från latin och betyder "smalbladig" {angusti-, "smal-", från angustus (adj.), "smal", och -folius, "-bladig", från folium (subst.), "blad").